# Nikolaj Jakovlevič Marr
Nikolaj Jakovlevič Marr (in russo Никола́й Я́ковлевич Марр?; in georgiano ნიკოლოზ იაკობის ძე მარი?, trasl. Nikoloz Iak'obis dze Mari; indicato anche come Nicholas Marr; Kutaisi, 6 gennaio 1865 – Leningrado, 20 dicembre 1934) è stato un linguista, glottologo ed etnologo sovietico di etnia georgiana. Raggiunse la fama come studioso di cultura caucasica durante gli anni Dieci, prima di intraprendere, a partire dal 1924, l'elaborazione della controversa teoria iafetica sull'origine delle lingue e le relative ipotesi speculative.
Le sue idee divennero basilari durante la campagna sovietica degli anni Venti e Trenta con l'introduzione dell'alfabeto latino per le minoranze etniche stanziate nel territorio sovietico. Nel 1950 la teoria iafetica perse credibilità a causa dell'accusa di anti-marxismo sollevata da Iosif Stalin.

## Biografia
Marr nacque a Kutaisi, in Georgia (a quel tempo parte dell'Impero russo), dallo scozzese James Marr (settantunenne all'epoca ), fondatore del giardino botanico della città, e da una giovane donna georgiana, Agafija Magularija. I suoi genitori parlavano lingue diverse e nessuno dei due comprendeva il russo. Marr imparò molte lingue, tra cui l'esperanto. Essendosi laureato all'università statale di San Pietroburgo, insegnò lì a partire dal 1891, divenendo poi preside della facoltà orientalista nel 1911 e membro dell'accademia russa delle scienze nel 1912. Tra il 1904 e il 1917 intraprese scavi annuali nella vecchia capitale armena di Ani. Morì nel 1934 in seguito a un ictus.

## Teoria iafetica
Marr guadagnò la sua reputazione di genio anticonformista grazie alla teoria iafetica, con la quale postulava un'origine comune per le lingue caucasiche, camito-semitiche e basca. Nel 1924 arrivò ad affermare che tutte le lingue del mondo avessero avuto origine da una singola protolingua composta di quattro "esclamazioni diffuse": sal, ber, yon, rosh. Nonostante le lingue abbiano subito step evolutivi, secondo i suoi studi di paleontologia linguistica è ancora possibile discernere elementi di esclamazioni primordiali in ogni lingua ad oggi esaminabile. Uno dei suoi sostenitori era Valerian Borisovič Aptekar', mentre ad opporsi fu soprattutto Arnol'd Stepanovič Čikobava.

## Opere
- Rith chowrobs iapheturi enathmecniereba? Petrogradskij Institut živych vostočnych jazykov, Petrograd, 1923
- Basksko-kavkazskie leksičeskie paralleli. Mecniereba, Tbilisi 1987
- O jazyke i istorii abchazov. Izdat. Akad. Nauk SSSR, Moskva [u. a.] 1938